# Appalachian League
Appalachian League, ofta kallad Appy League, är en basebolliga för collegespelare. Den ingår i ett samarbete mellan Major League Baseball (MLB) och det amerikanska basebollförbundet USA Baseball kallat Prospect Development Pipeline (PDP).
Ligan består av tio klubbar, vilka ligger i Appalacherna i östra USA.
Den mest framgångsrika klubben genom tiderna är Bluefield Orioles med 14 ligatitlar.
Före 2021 var ligan professionell och ingick i Minor League Baseball (MiLB), som en farmarliga till MLB.

## Historia
Ligan grundades 1911, och samma år spelades den första säsongen. Då bestod ligan av sex klubbar, vilka var från Asheville i North Carolina, Bristol i Virginia samt Cleveland, Johnson City, Knoxville och Morristown i Tennessee. Ligan klassades på nivå D. Mitt under 1914 års säsong lades ligan dock ned.
Ligan startades om 1921, fortfarande på nivå D. Inte heller den här upplagan blev långlivad och lades ned under 1925 års säsong.
Den tredje versionen av ligan drog igång 1937 och var en av få minor leagues som inte gjorde uppehåll under andra världskriget. Den här ligan var mer långlivad än de tidigare, men lades ned efter 1955 års säsong. Även denna liga var klassad på nivå D.
Efter bara ett års uppehåll återkom Appalachian League 1957 och då hade ligan bytt till en kortare säsong. Klassifikationen var på nivå Short-Season D.
1963 omorganiserades MiLB och ligan flyttades till den nya nivån Rookie. Från och med 1991 uppgraderades ligan till nivån Rookie-Advanced och klubbarna i ligan fick därmed inte ha fler än tio spelare som var 21 år eller äldre.
Hela 2020 års säsong av MiLB, inklusive Appalachian League, ställdes in på grund av covid-19-pandemin. I september det året tillkännagavs det att Appalachian League gjordes om till en liga för collegespelare, som ingick i ett samarbete mellan MLB och det amerikanska basebollförbundet USA Baseball kallat Prospect Development Pipeline (PDP). Ligan blev ett skyltfönster där USA:s bästa förstaårs- och andraårsstudenter kunde visa upp sig för MLB-klubbarnas talangscouter. Alla ligans tio dåvarande klubbar bestämde sig i samband med detta för att byta namn och logotyp för att markera starten på den nya eran.
2021 års säsong blev ligans första som amatörliga och spelschemat omfattade 54 matcher. Ligan arrangerade den säsongen för första gången någonsin en all star-match.

## Klubbar
Appalachian League består av tio klubbar, som är indelade i två divisioner:
| Klubb                     | Stad                        |
| East Division             | East Division               |
| ------------------------- | --------------------------- |
| Bluefield Ridge Runners   | Bluefield, VA Bluefield, WV |
| Burlington Sock Puppets   | Burlington, NC              |
| Danville Otterbots        | Danville, VA                |
| Princeton Whistlepigs     | Princeton, WV               |
| Pulaski River Turtles     | Pulaski, VA                 |
| West Division             |                             |
| Bristol State Liners      | Bristol, TN Bristol, VA     |
| Elizabethton River Riders | Elizabethton, TN            |
| Greeneville Flyboys       | Greeneville (Tusculum), TN  |
| Johnson City Doughboys    | Johnson City, TN            |
| Kingsport Axmen           | Kingsport, TN               |

## Spelformat
Grundserien består av 48 matcher och varar från början av juni till månadsskiftet juli/augusti. All star-matchen spelas med ungefär en vecka kvar av grundserien. Matchserierna består oftast av två matcher och det är oftast speluppehåll på måndagar. Klubbarna spelar oftare mot klubbarna i samma division än mot klubbarna i den andra divisionen.
Till slutspel går vinnarna av de båda divisionerna, vilka möts i en enda avgörande final.

## Hall of fame

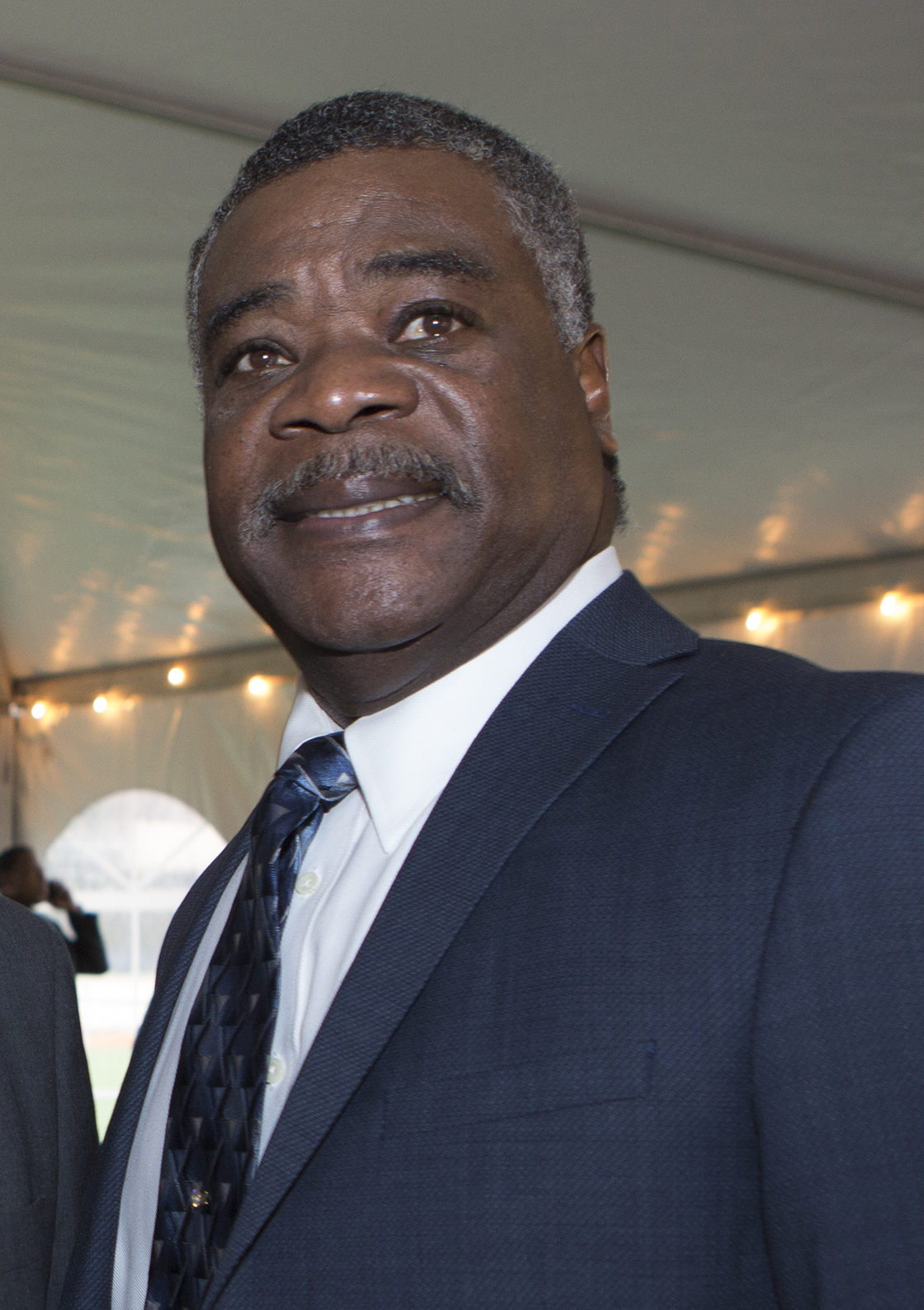
Eddie Murray valdes in i Appalachian Leagues hall of fame 2019.

Appalachian League har en egen hall of fame, vars första medlemmar valdes in 2019.
Till och med 2022 har totalt 46 personer valts in i ligans hall of fame. Av dessa har tio till och med 2023 även valts in i National Baseball Hall of Fame:
- Orlando Cepeda
- Greg Maddux
- Eddie Murray
- Tony Oliva
- Kirby Puckett
- Cal Ripken Jr
- Scott Rolen
- Nolan Ryan
- Jim Thome
- Alan Trammell